# Omphalotropis hieroglyphica
Omphalotropis hieroglyphica је пуж из реда Littorinimorpha и фамилије Assimineidae. 

## Угроженост
Ова врста се сматра угроженом.

## Распрострањење
Маурицијус је једино познато природно станиште врсте.